# Limnophila (Limnophila) lloydi
Limnophila (Limnophila) lloydi is een tweevleugelige uit de familie steltmuggen (Limoniidae). De soort komt voor in het Neotropisch gebied.